# Split horizon
Nell'ambito dei protocolli di routing distance vector, split horizon è un metodo volto a prevenire routing loops (problema noto come count to infinity). Essa impedisce ad un router di inviare informazioni di route al router da cui le ha apprese.

## Split horizon semplice
Un router, quando inoltra la propria tabella di routing ad un altro router vicino, omette i percorsi che ha appreso proprio da quel vicino.

## Split horizon con poison reverse
In questa modalità, il router invierà un'informazione allo stesso router da cui l'ha ricevuta, ma con una metrica "infinita" (se il protocollo di routing è RIP, la metrica infinita equivale a 16), comunicando di fatto a quel router che per lui la destinazione è irraggiungibile.
Lo scopo è simile alla modalità semplice, con una maggiore efficacia contro gli anelli di routing al prezzo di un maggiore costo dovuto alla maggiore larghezza di banda occupata (i messaggi, cioè le tabelle di routing inoltrate, sono più lunghi).

## Esempio di split horizon semplice
Il router "A" invia pacchetti a "C" attraverso "B" (la topologia di rete è A—B—C). "A" apprende quindi dell'esistenza di "C" proprio da "B", ma quando "A" condivide la sua tabella di routing con "B" ometterà il percorso relativo a "C". È utile notare che "B" non ha bisogno dell'informazione omessa da "A" poiché già la conosce.
In caso di interruzione del collegamento fra "B" e "C", "B" cancella inizialmente il percorso relativo a "C" dalla sua tabella di routing. Senza lo split horizon, "A" comunicherebbe in seguito a "B" che conosce un percorso verso "C". "B" non sa che questo percorso prevede il passaggio attraverso "B" stesso (questa informazione non è condivisa dai protocolli di routing) quindi lo aggiunge alla sua tabella di routing. In questo particolare scenario, se dovesse giungere un pacchetto da inoltrare a "C", i router "A" e "B" se lo inoltrerebbero a vicenda senza riuscire a trovare un percorso verso "C".
Utilizzando la regola dello split horizon questo particolare scenario di anello non viene a crearsi.